# Spirularia
Los espirularios (Spirularia) son un orden de cnidarios antozoos de la subclase Ceriantharia. Incluye dos familias, Botrucnidiferidae y Cerianthidae, y alrededor 100 especies.
Es uno  de los dos subórdenes de ceriantarios.  Los dos subórdenes difieren en los tipos de cnidoblastos, las medidas relativas de los discos orales y la forma y estructura de los mesenterios.
Se trata de anémonas que habitan en tubos de un material semejante al pergamino, fijadas al sedimento blando, que tienen dos espirales de tentáculos, siendo los tentáculos exteriores mucho más largos que los interiores.